# マルク・デュガン
マルク・デュガン （フランス語: Marc Dugain、1957年5月3日 - ）は、セネガル生まれのフランス人作家である。

## 経歴
エールフランス航空で要職を務め、のちプロテウス航空責任者に就任したが、作家に転身。1998年に『将校たちの部屋』（『仕官の部屋』）(La Chambre des officiers) を発表、ドゥ・マゴ賞を含む20の文学賞を受賞した。この作品は、フランス国内30万部のベストセラーとなり、12か国で翻訳され、2001年には映画化された。

## 著書
- La Chambre des officiers『将校たちの部屋』（『仕官の部屋』）- 未訳
- Campagne anglaise『英国の田舎』- 未訳
- Heureux comme Dieu en France『フランスの神のように幸せ』- 未訳
- 『FBI ― フーバー長官の呪い』(La Malédiction d'Edgar) 中平信也訳、文春文庫、2007年、ISBN：4167705435
- 『沈黙するロシア ― 原子力潜水艦沈没事故の真相』(Une exécution ordinaire) 中平信也訳、河出書房新社、2008年10月24日、ISBN：978-4-309-24457-0
- En bas, les nuage, Flammarion, 2008
- L'Insomnie des étoiles, Gallimard, 2010
- Avenue des géants, Gallimard, 2012
- L'Emprise, Gallimard, 2014
- Quinquennat, Gallimard, 2015
- Ultime Partie, Gallimard, 2016
- 『ビッグデータという独裁者 ー「便利」とひきかえに「自由」を奪う』(L'Homme nu. La dictature invisible du numérique) 鳥取絹子訳、筑摩書房、2017年 - クリストフ・ラベ共著。
- Qu'est-ce que la gauche ?, Fayard, 2017 (共著)
- Ils vont tuer Robert Kennedy, Gallimard, 2017
- Intérieur jour, Robert Laffont, 2018
- Transparence, Gallimard, 2019